# Sisco Farràs i Grau
Sisco Farràs i Grau (Salàs de Pallars, 1953) és un professor d'història, col·leccionista de béns de consum d'ús quotidià, divulgador cultural i escriptor català. És conegut per ser l'impulsor de l'espai museístic les Botigues Museu de Salàs. L'any 2017 va rebre el premi Joan Amades de Cultura Popular i Tradicional per la seua «trajectòria incansable, persistent i desinteressada» a l'hora de «preservar el patrimoni etnològic del Pallars i a divulgar-lo».

## Obra publicada
- Nelia. Un dolç fracàs. 2020.  Tremp: Garsineu, 2020. ISBN 978-84-121935-6-5.[5]
- Cruz Verde 1945-1963. Crònica sentimental d'un exterminador. Tremp: Garsineu, 2022.[6][7]
- Òpera i salnitre, del Pallars al desert d'Atacama.  Tremp: Garsineu, 2024. ISBN 978-84-18806-40-7.[8]